# Turgowia
Turgowia (niem. Thurgau; gsw. Tùùrgi, Tùùrgau; fr. Thurgovie; wł. Turgovia; rm. Turgovia; lat. Thurgovia) – kanton w północno-wschodniej Szwajcarii. Jego stolicą jest miasto Frauenfeld. Językiem urzędowym kantonu jest język niemiecki.

## Geografia
Przez Jezioro Bodeńskie na północy Turgowia graniczy z Austrią i Niemcami. Od południa graniczy z kantonem St. Gallen, a od zachodu z kantonami Zurych i Szafuza.
Nazwa kantonu pochodzi od jego głównej rzeki – Thur, dopływu Renu.
W zachodniej części kantonu leży miejscowość Aadorf.

## Demografia
Językami z najwyższym odsetkiem użytkowników są:
- język niemiecki – 88,5%,
- język włoski – 2,8%,
- język albański – 2,2%[2].

## Podział administracyjny
Kanton składa się z pięciu okręgów (Bezirk), które dzielą się na 80 gmin (Gemeinde):
| Nazwa okręgu | Liczba mieszkańców 31 grudnia 2021 | Powierzchnia km² | Liczba gmin |
| ------------ | ---------------------------------- | ---------------- | ----------- |
| Arbon        | 59 035                             | 89,07            | 12          |
| Frauenfeld   | 70 418                             | 279,61           | 23          |
| Kreuzlingen  | 50 395                             | 129,17           | 14          |
| Münchwilen   | 48 852                             | 138,19           | 13          |
| Weinfelden   | 57 264                             | 227,08           | 18          |